# الدوري السوفيتي الممتاز لكرة القدم 1977
الدوري السوفيتي الممتاز لكرة القدم 1977 هو الموسم 41 من  الدوري السوفيتي الممتاز لكرة القدم. أقيم خلال الفترة 1 أبريل 1977 وحتى 10 نوفمبر 1977، وأشرف على تنظيمه الاتحاد السوفيتي لكرة القدم، وكان عدد الأندية المشاركة فيه  16، وفاز فيه دينامو كييف.